# NGC 4162
NGC 4162 este o galaxie activă situată în constelația Părul Berenicei. A fost descoperită în 10 aprilie 1785 de către William Herschel. Se află la o distanță de 43,05 de megaparseci de Pământ.